# Joseph Stadler
Joseph Stadler (Viena, 1796 - ?) fou un compositor i violinista austríac.
A l'edat de setze anys aconseguí una plaça de violí en el Leopoldstädter Theater i poc després en l'església metropolitana, i va ser nomenat el 1819 director d'orquestra d'aquell teatre.
Va compondre les pantomimes Die sonderbar Flaschen; Coreman der Baese, i Die Vermaehlung in Blumenreiche, a més se li deuen, variacions per a diversos instruments, 30 estudis per a violí, poloneses de concert i nombrosos ballables.